# Videdressing
Videdressing est un marché en ligne français fondé en 2009, qui permet à ses utilisateurs de vendre et d'acheter des vêtements et accessoires d'occasion. L'activité de Videdressing repose principalement sur des petites annonces publiées via le site Internet ou les applications.
Depuis 2018, Videdressing est une filiale de leboncoin. Le site ferme le 1er juillet 2023, remplacé par leboncoin.

## Historique

### Fondation et développement
Videdressing a été fondée en 2009 puis développée sur les premières années grâce à des capitaux réunis auprès de business angels et de proches. Le déploiement a ensuite été rythmé par des levées de capitaux auprès de fonds d'investissements : en 2013 pour s'étendre à l'international, puis en 2017 pour soutenir sa croissance et rivaliser avec ses principaux concurrents Vinted et Vestiaire Collective sur le marché français.

### Rachat par leboncoin
En 2018, le site de petites annonces leboncoin rachète Videdressing pour un montant inconnu. En plus d'absorber une plateforme qui faisait jeu égal avec elle en termes de visiteurs uniques sur le segment de la mode de seconde main, leboncoin souhaitait acquérir des expertises pour développer les fonctionnalités de transactions en ligne que proposent ses concurrents,.
Depuis le rachat, la marque et le site videdressing.com continuent à exister séparément de la plateforme leboncoin.fr. En février 2023, Videdressing annonce la fin de ses activités et la fermeture de son site pour le 1er juillet 2023 en indiquant que ses fonctionnalités existent maintenant sur leboncoin.